# Dolomedes habilis
Dolomedes habilis är en spindelart som beskrevs av Henry Roughton Hogg 1905. Dolomedes habilis ingår i släktet Dolomedes och familjen vårdnätsspindlar.
Artens utbredningsområde är Sydaustralien. Inga underarter finns listade i Catalogue of Life.